# Stenopsyche denticulata
Stenopsyche denticulata är en nattsländeart som beskrevs av Georg Ulmer 1926. Stenopsyche denticulata ingår i släktet Stenopsyche och familjen Stenopsychidae. Inga underarter finns listade i Catalogue of Life.